# 1913 год в истории метрополитена
В этой статье перечисляются основные  события из истории метрополитенов в 1913 году. Полужирным шрифтом выделены открытия новых транспортных систем.

## События
- 30 января — открыта станция «Аббес» парижского метро[1].
- 13 июля — открытие первого участка Восьмой линии парижского метро: Шарль Мишель — Опера́, в том числе станции: «Богране́лль», «Опера́», «Ла Тур-Мобу́р», «Эколь Милитер» (Военная школа)[1].
- 4 августа — открыты станции нью-йоркского метрополитена: «Бауэри», «Чеймберс-стрит» и «Канал-стрит».
- 30 сентября — также на Восьмой линии в Париже открыт участок «Шарль Мишель» — «Порт-д’Отёй», в том числе станции «Жавель — Андре Ситроен», «Авеню Эмиль Золя», «Мирабо́», «Эглиз д’Отёй», «Шардон-Лагаш», «Мишель-Анж — Отёй», «Мишель-Анж — Молитор» и собственно «Порт-д’Отёй».
- 12 октября — открыт участок «Хоэнцоллерн-плац» — «Тиль-плац» берлинского метрополитена, в том числе станции: «Фербеллинер-плац» «Далем-дорф», «Растаттер-плац», «Подбельски-аллее», «Рюдесхаймер-плац» и «Хайдельбергер-плац».
- 17 ноября — открыта станция лондонского метро «Западный Харроу».
- 1 декабря:
  - открыта станция «Паддингтон» линии Бейкерлоо лондонского метро, она расположена на глубине под основным зданием вокзала[2].
  - открыта первая линия Линия A Метрополитена Буэнос-Айреса[3]. Является первым метрополитеном в Латинской Америке и Южном полушарии. Открыты станции «Площадь Мая», «Перу», «Пьедра», «Лима», «Саэнс Пенья», «Конгресо», «Паско», «Альберти», «Альберти-Норте» (ныне - станция призрак) и «Пласа Мисерере»[4].
- 24 декабря — открыта станция «Энвалид» Восьмой линии парижского метро[1]..